# Сунија Кото
Сунија Кото (енгл. Sunia Koto; 15. април 1980) професионални је фиџијански рагбиста и репрезентативац, који тренутно игра за француског друголигаша Нарбон. За репрезентацију Фиџија је дебитовао 3. јуна 2005. Играо је на 2 светска првенства (2007, 2011). Од познатијих клубова, играо је још и за Лондон велш. Игра на позицији талонера, а за репрезентацију Фиџија постигао је 1 есеј у 46 утакмица. 